# Klaus Hertel
Klaus Hertel (* 14. Januar 1936 in Leipzig) ist ein deutscher Violinist und Komponist.

## Leben
Hertel studierte von 1953 bis 1958 Violine bei Ruth Kestner-Boche und Tonsatz bei Paul Schenk an der Hochschule für Musik „Felix Mendelssohn Bartholdy“ Leipzig. Danach wirkte er als Professor für Violine und Fachmethodik in Leipzig. Er unterrichtete unter anderem die späteren Konzertmeister Frank-Michael Erben, Albrecht Winter und Thomas Timm. Er spielte im Gewandhausorchester unter Franz Konwitschny. Seine Kompositionen erscheinen bei der Edition Peters und beim Friedrich Hofmeister Musikverlag. Er ist Juror bei internationalen Musikwettbewerben wie dem Internationalen Violinwettbewerb Henri Marteau.